# Maslinovo ulje
Maslinovo ulje dobiva se tiještenjem zdravog ploda stabla masline.

## Proizvodnja maslinovog ulja
Proces proizvodnje maslinovog ulja odvija se u dvije faze. U prvoj fazi se zdravi plod masline drobi gnječenjem, a potom se u drugoj fazi tiještenjem smjese zdrobljenih plodova cijedi čisto maslinovo ulje.
Hladno tiještenje je najčistija tehnologija obrade maslina.
U Hrvatskoj se najviše maslinovog ulja proizvodi na otoku Braču, koji ima 500.000 stabala maslina.

## Vrste maslinovog ulja
Maslinovo ulje se prema kakvoći dijeli na nekoliko vrsta.

### Ekstra djevičansko
Ekstra djevičansko maslinovo ulje (olio di oliva extravergine) dobiva se nakon prvog tiještenja zdravog ploda masline, a kiselost (slobodne masne kiseline) mu ne prelazi 0,8 posto. Uz zadovoljenje kemijskih parametara, ulje mora još proći organoleptičku provjeru i ne smije imati niti jedan miris koji nije svojstven ulju. Stoga, primjerice, "ekstra djevičansko maslinovo ulje oplemenjeno grančicom ružmarina" zapravo nije ekstra djevičansko maslinovo ulje.

### Djevičansko
Djevičansko ulje (vergine) se dobiva nakon prvog tiještenja slabijeg ploda masline, pa mu je kiselost u odnosu na ekstra djevičansko ulje nešto veća, ali sadržaj masnih kiselina ne prelazi 2 posto.

### Maslinovo ulje
Maslinovo ulje se dobiva miješanjem rafiniranog ulja i određene količine ekstra djevičanskog ulja koja služi poboljšanju boje i okusa, a kiselost ovako proizvedenog ulja je oko 5 posto.

### Sansa ulje
Sansa ulje (olio di sansa) se dobiva kemijskim izdvajanjem iz krutih ostataka ploda masline nakon tiještenja. Ovako proizvedeno ulje je slabije kvalitete, ali se može koristiti za prženje.

## Uloga maslinovog ulja u prehrani
Najzdravije od svih vrsta maslinovog ulja je ekstra djevičansko ulje zbog jednostavnog tiještenja i filtriranja masnih kiselina prilikom proizvodnje.
Nutricionističko ekstra djevičansko ulje je izuzetno zdravo u prehrani, jer je bogato klorofilom, lecitinom (prirodni antioksidans koji stimulira metabolizam masnoća, šećera i bjelančevina), karotenom, polifenolom (antioksidans) i esencijalnim vitaminima A, D i K te vitaminom E.
Maslinovo ulje je lako probavljivo, a pomaže u borbi protiv raka, kao i rastu djece te usporava starenje zbog visokog sadržaja antioksidansa koji blokiraju slobodne radikale. Dobro je za kosti i zglobove, kožu, jetra i crijeva. Također pomaže kod dijabetesa i čira na želucu. 
Najveća značajka ovog ulja je blagotvoran utjecaj na srce i krvne žile. Naime, zbog visokog sadržaja mono nezasićenih kiselina, maslinovo ulje štiti HDL kolesterol (dobri kolesterol), a smanjuje loši kolesterol (LDL). 
Nizak sadržaj višestruko nezasićenih masnih kiselina čini maslinovo ulje puno otpornijim na visoke temperature u odnosu na druga ulja, pa je ono bolje za kuhanje i prženje.